# Despoina Stylianopoulou
Despoina Stylianopoulou en griego: Δέσποινα Στυλιανοπούλου (Messini, 8 de julio de 1932 - Atenas, 7 de junio de 2024) fue una actriz griega.

## Biografía
Estudió canto en el Conservatorio Helénico y teatro en la Escuela de Drama de Dimitris Rondiris, de la cual se graduó en 1959. Apareció por primera vez en el cine en 1960, en la película El extraño de la noche y desde entonces se estableció en roles cómicos. Su papel más común fue el de la asistenta doméstica provinciana que cometía errores lingüísticos. También interpretaba a la chica popular en roles no protagónicos. En 1967, muchos círculos artísticos consideraron ese año como "el año de Stylianopoulou" porque ella participó en 12 películas diferentes durante el año.
Durante muchos años, fue directora de una compañía de teatro en el Teatro Avlaia de Pireo. Se ha publicado su autobiografía con el título Ηθοποιός αμέσου δράσεως (Actriz de acción inmediata) por la editorial Tetrágono.
Luego de enfrentar problemas de salud, falleció el 7 de junio de 2024 a los 91 años. La noticia de su muerte anunciada por su sobrina, Anna Stylianopoulou. Fue enterrada el 12 de junio en el Primer Cementerio de Atenas.

## Filmografía

### Películas
| Año  | Título                            | Papel              | Notas                 |
| ---- | --------------------------------- | ------------------ | --------------------- |
| 1960 | El extraño de la noche            | Agní               | debut cinematográfico |
| 1961 | Aliki en la Marina                | amiga de Aliki     |                       |
| 1961 | El valiente                       | Leonora            |                       |
| 1962 | Viaje                             | vecina             | [ 7 ]                 |
| 1962 | El gran sacrificio                | Stavroula          |                       |
| 1962 | Te engañaron novio                | Matina             | [ 8 ]                 |
| 1962 | Novio para llorar                 | María              | [ 9 ]                 |
| 1962 | No te enamores el sábado...       | Harikleia          |                       |
| 1964 | Los gemelos                       | Anoula             | [ 10 ]                |
| 1964 | Si tienes suerte                  | empleada           |                       |
| 1964 | El padre de muchos hijos          | Antigone Kolovou   |                       |
| 1964 | Tornado                           | Kaiti Yiannaka     |                       |
| 1964 | Mundo y mundillo                  | Asimina            |                       |
| 1964 | Un gran amor                      | empleada doméstica | [ 11 ]                |
| 1964 | La señorita directora             |                    |                       |
| 1965 | El idiota                         | Andriana           |                       |
| 1965 | El amuleto de la madre            | Aliki              |                       |
| 1966 | Louiza                            | Katerina           |                       |
| 1966 | Artista                           | Stavroula          |                       |
| 1966 | El listo                          | Fani               |                       |
| 1966 | Cobrador 007                      | Vaggelio           |                       |
| 1966 | Casamentera agente 017            | Eleni              |                       |
| 1967 | La encantadora                    | Anna               |                       |
| 1967 | La juguetona                      | Eudoxia            |                       |
| 1967 | La adivinadora                    | Froso              | [ 10 ]                |
| 1967 | El solterón                       | Despina            | [ 10 ]                |
| 1967 | Nadie es perfecto                 |                    |                       |
| 1967 | La estrella más brillante         |                    | [ 10 ]                |
| 1967 | Ah! Esa mujer mía                 | viuda de Miltiadis | [ 12 ]                |
| 1967 | Padre, compórtate                 | Dimitra            | [ 10 ]                |
| 1967 | El dinero era sucio               | esposa de Giannis  |                       |
| 1967 | Podredumbre y aristocracia        | Depy               | [ 10 ]                |
| 1967 | Dimitri mío, Dimitri mío          | empleada doméstica | [ 10 ]                |
| 1967 | Mi yerno el cazadotes             | Urania Chrysou     | [ 13 ]                |
| 1968 | La portera                        | Zozefina           |                       |
| 1968 | Nuestro amor                      | Christina          | [ 10 ]                |
| 1968 | Golpeado por el suegro            | Soultana           |                       |
| 1968 | El gigante de Kypseli             | Zampeta            | [ 14 ]                |
| 1968 | El loco tiene 400                 | Athena             |                       |
| 1968 | Sirenas y chicos                  | Myrsini            |                       |
| 1968 | El mentiroso                      | Eleni              | [ 10 ]                |
| 1969 | Aliki dictadora                   | Calliope           |                       |
| 1969 | El mago                           | Haroula            |                       |
| 1969 | Un bouzouki diferente a los demás | Filio              |                       |
| 1969 | El embustero                      | Margarita          | [ 15 ]                |